# Saif Saaeed Shaheen
Pour les articles homonymes, voir Shaheen.
Saif Saaeed Shaheen (en arabe : سيف سعيد شاهين), né Stephen Cherono le 15 octobre 1982 dans le district de Keiyo, est un athlète kényan naturalisé qatari en 2003, spécialiste du 3 000 mètres steeple, champion du monde en 2003 à Paris et en 2005 à Helsinki.
Il a détenu le record du monde du 3 000 mètres steeple de 2004 à 2023 avec le temps de 7 min 53 s 63, établi le 3 septembre 2004 lors du meeting Mémorial Van Damme de Bruxelles.

## Carrière
Ce coureur de 3 000 m, né au Kenya, est devenu le 9 août 2003, à quelques jours du début des championnats du monde d'athlétisme 2003 de Paris Saint-Denis un athlète qatari, en échange d'une rente à vie, et d'une nouvelle piste synthétique d'athlétisme toute neuve à Eldoret pour son pays d'origine. En septembre, il offre à son nouveau pays un titre mondial sur le 3 000 m steeple devant deux anciens compatriotes kényans.
Mais, il ne participe pas aux Jeux olympiques d'été de 2004 en vertu du règlement olympique qui, sauf avis favorable du comité olympique d'origine, oblige d'être naturalisé depuis au moins trois ans pour être sélectionnable. Or, l'ancien champion et emblématique Kipchoge Keino, dirigeant le comité olympique kényan, n'a pas donné cet avis favorable. Peu après les Jeux, le 3 septembre 2004, Saif Saaeed Shaheen établit un nouveau record du monde du steeple lors du Mémorial Van Damme de Bruxelles en 7 min 53 s 63, améliorant de près de deux secondes l'ancienne meilleure marque mondiale détenue par le Marocain Brahim Boulami depuis la saison 2001.
Après avoir conservé son titre mondial sur 3 000 m steeple en 2005 à Helsinki, plusieurs blessures graves le tiennent éloigné des pistes entre 2006 et 2008.
N'ayant pas couru depuis le 22 août 2010, Saif Saaeed Shaheen annonce la fin de sa carrière le 26 février 2016.

## Records
- Record du monde en 7 min 53 s 63 en septembre 2004 à Bruxelles

## Palmarès

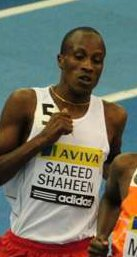
Saif Saaeed Shaheen en 2010

| Année                 | Compétition                    | Lieu                  | Place                 | Épreuve               |
| Représentant le Kenya | Représentant le Kenya          | Représentant le Kenya | Représentant le Kenya | Représentant le Kenya |
| --------------------- | ------------------------------ | --------------------- | --------------------- | --------------------- |
| 1999                  | Championnats du monde jeunesse | Bydgoszcz             | 1er                   | 2 000 m steeple       |
| 2001                  | Finale du Grand Prix           | Melbourne             | 3e                    | 3 000 m steeple       |
| 2002                  | Jeux du Commonwealth           | Manchester            | 1er                   | 3 000 m steeple       |
| 2002                  | Championnats d'Afrique         | Radès                 | 2e                    | 3 000 m steeple       |
| Représentant le Qatar |                                |                       |                       |                       |
| 2003                  | Championnats du monde          | Paris                 | 1er                   | 3 000 m steeple       |
| 2003                  | Finale mondiale                | Monaco                | 1er                   | 3 000 m steeple       |
| 2004                  | Championnats du monde de cross | Bruxelles             | 5e                    | Course courte         |
| 2004                  | Finale mondiale                | Monaco                | 1er                   | 3 000 m steeple       |
| 2005                  | Championnats du monde de cross | St Etienne            | 8e                    | Course longue         |
| 2005                  | Championnats du monde de cross | St Etienne            | 4e                    | Course courte         |
| 2005                  | Championnats du monde          | Helsinki              | 1er                   | 3 000 m steeple       |
| 2006                  | Championnats du monde en salle | Moscou                | 2e                    | 3 000 m               |
| 2006                  | Coupe du monde des nations     | Athènes               | 1er                   | 3 000 m steeple       |
| 2006                  | Coupe du monde des nations     | Athènes               | 1er                   | 5 000 m               |